# Вале ин Каза (Потенца)
Вале ин Каза (итал. Valle in Casa) је насеље у Италији у округу Потенца, региону Базиликата.
Према процени из 2011. у насељу је живело 55 становника. Насеље се налази на надморској висини од 802 м.